# Hateful Agony
Hateful Agony ist eine deutsche Thrash-Metal-Band, die 1997 gegründet wurde.

## Geschichte
Ein Jahr nach der Gründung nahm die Band 1998 mit Alcoholocaust ein Demo auf, welches von dem Black-Metal-Label At War Records (u. a. Judas Iscariot) veröffentlicht wurde.
Anschließend folgten mit Existence Is Punishment (2000) und Black Hole (2003) zwei Alben, die im Selbstverlag veröffentlicht wurden, bevor die Band über Kuravilu Productions im Jahr 2004 eine Split mit Evil Offering (United by Thrash & Beer!!!) realisieren konnte.
Das dritte und vierte Studioalbum (Obey und In the Name of God) wurden 2005 und 2008 veröffentlicht, dazu erschienen über Infernal Overkill Productions bzw. Alucard Records noch die Kompilationen Speed Metal Massacre (2007) und Existence Is Punishment / Alcoholocaust (2009).
Im Jahr 2012 veröffentlichte die Band das Werk Forward into Doom im Eigenverlag. Drei Jahre später wurde es – erweitert um drei Bonustracks – von Violent Creek Records, einem Sublabel von Swell Creek Records, wiederveröffentlicht.
Ende 2017 nahm die Band in den Grotesque Studios das Album Plastic Culture Pestilence (Erscheinungstermin Sommer 2018) auf, bei dem die Sänger Andre Grieder (Poltergeist), Burkhard Schmitt (Hate Squad) und Chris Zenk (ex-Erosion) Gastauftritte haben.
Gründungsmitglied und einzige Konstante seit 1998 ist Schlagzeuger Tom. Allein in der sechs Jahre andauernden Phase zwischen dem fünften Album Forward into Doom und dem sechsten Album Plastic Culture Pestilence wurde die Besetzung „zweimal (!) komplett durchgewechselt“, wie das Totentanz Magazin konstatiert.

## Stil
Die Band spielt eine Variante des Thrash Metal, wie sie „in den Achtzigern sowie frühen Neunzigern“ populär war. Als Referenzen werden mithin Destruction und Forbidden bzw. Testament, Slayer oder Kreator genannt.

## Live
Im Jahr 2016 ging die Band mit der kanadischen Gruppe Aggression auf eine Tournee, die durch neun europäische Länder (neben Deutschland noch Frankreich, die Niederlande, Ungarn, Rumänien, Griechenland, Bulgarien, Serbien und Italien) führte.
Im Anschluss an die Veröffentlichung des 2018er-Albums Plastic Culture Pestilence folgte mit der britischen Thrash-Metal-Band Virus eine weitere Europa-Tournee, die neben den von Hateful Agony bereits bereisten Ländern Deutschland und Italien durch Tschechien, Österreich und die Schweiz führte.
Darüber hinaus spielte die Band im Laufe ihres Bestehens eine Reihe von Einzelkonzerten mit Bands wie Flotsam and Jetsam, Antipeewee, Ratos de Porão oder Steel Engraved und StormHammer sowie Veranstaltungen wie das „Taunus Metal Festival“ (u. a. mit Stallion, Fatal Embrace und Space Chaser).

## Rezeption
Jürgen Tschamler, langjähriger Autor des Break Out konstatierte bezüglich des 2018er-Werks auf Streetclip.de:

„Hier verbindet man Old School-Geballer mit der jugendlichen Rasanz und fährt zum überwiegenden Teil mit Vollgas. [...] Ein unspektakuläres, jedoch solides Schlachtfest, das sich konsequent an den Thrash Metal-Vorgaben der alten Garde orientiert, jedoch mit dem jugendlichen, neuzeitlichen Elan enorm an Effizienz gewinnt.“

Wesentlich positiver resümierte der Redakteur des Metal Hammer

„Wer auf intelligent arrangierten, kräftig riffenden, nicht zu melodiösen Thrash steht, sollte sich mit diesem Album ernster beschäftigen. Die Süddeutschen schwingen nämlich eine ordentliche Keule – die krötenartige, am Wahnsinn kratzende Stimme von Frontmann Jul tut ihr Übriges dazu.“

Der Rezensent des Totentanz Magazin findet „etwas zu mäkeln […] höchstens an diversen sehr gewagten Breaks, die selbst den geübten Headbanger aus dem Rhythmus bringen könnten“, der Hörgenuss werde dadurch allerdings kaum geschmälert:

„Es regiert immer noch Old-School Thrash, der durchaus in Richtung Demolition Hammer schielt und einen charmanten Rumpel-Faktor nie abgelegt hat. Wer mit den bisherigen Alben des Münchner Thrash-Geschwaders Spaß hatte, darf also bedenkenlos zugreifen.“

## Diskografie
- 1998: Alcoholocaust (Demoaufnahme, At War Records)
- 2000: Existence Is Punishment (Spice Records)
- 2003: Black Hole (Selbstverlag)
- 2004: United by Thrash & Beer!!! (Split mit Evil Offering, Kuravilú Productions)
- 2005: Obey (Selbstverlag)
- 2007: Speed Metal Massacre (Kompilation, Infernal Overkill Productions)
- 2008: In the Name of God (Spice Records)
- 2009: Existence Is Punishment / Alcoholocaust (Kompilation, Alucard Records)
- 2012: Forward Into Doom (Selbstverlag, Wiederveröffentlichung 2015 via Violent Creek Records)
- 2018: Plastic Culture Pestilence (Violent Creek Records)